# Quilty Bay
Die Quilty Bay (chinesisch 华夏湾 Huaxia Wan, deutsch ‚Chinabucht‘) ist eine Nebenbucht der Prydz Bay an der Ingrid-Christensen-Küste des ostantarktischen Prinzessin-Elisabeth-Lands. Sie liegt zwischen der Landspitze Brattnevet und der Halbinsel Haizhu Bandao im Gebiet der Larsemann Hills. In ihr Kopfende ragt die Halbinsel Shandong Bandao.
Das Antarctic Names Committee of Australia benannte sie 1988. Namensgeber ist der australische Geologe Patrick G. Quilty (1939–2018), der gemeinsam mit Wissenschaftlern der University of Wisconsin von 1965 bis 1966 im Ellsworthland tätig war und von 1980 bis 1999 als leitender Wissenschaftler der Australian Antarctic Division fungierte.
Im Composite Gazetteer of Antarctica ist zudem mit einer vergleichbaren Beschreibung eine Bucht enthalten, die chinesische Wissenschaftler 1993 Bifeng Wan (chinesisch 避風灣 ‚Geschützte Bucht‘) benannten und deren Geokoordinaten dem Kopfende der Quilty Bay entsprechen.